# Rzeczpospolita Mosińska

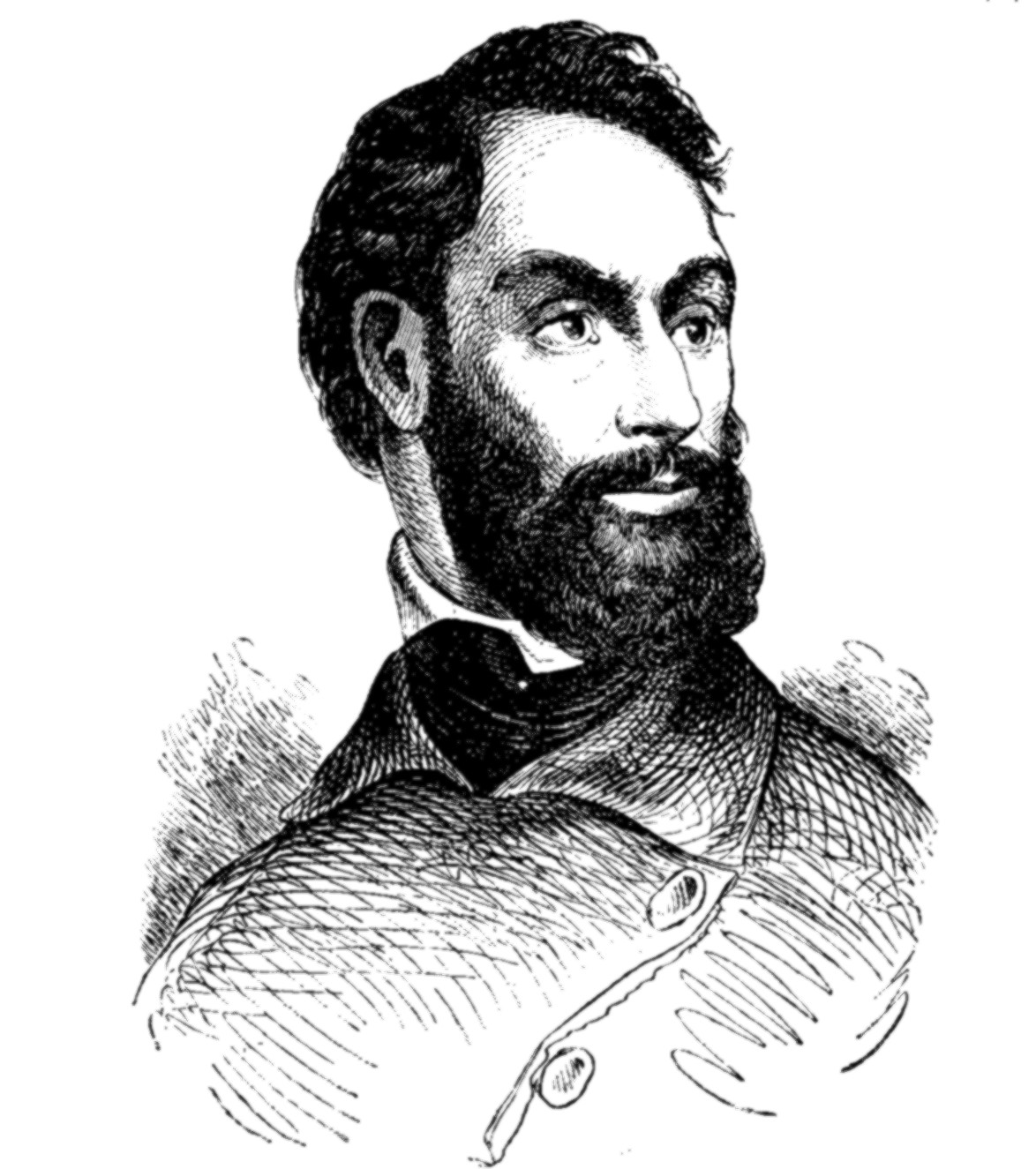
Jakub Krotowski-Krauthofer

Rzeczpospolita Mosińska – niepodległa republika polska, proklamowana przez Jakuba Krotowskiego-Krauthofera podczas Wiosny Ludów, w dniu 3 maja 1848 w Mosinie. Przetrwała tylko 5 dni licząc do przegranej w dniu 8 maja przez powstańców bitwy pod Rogalinem lub 6 dni do ostatecznej potyczki pod Trzebawiem w dniu 9 maja, po której powstańcze siły zbrojne złożyły broń w Bardzie pod Wrześnią, podpisując akt kapitulacyjny.

## Proklamacja
W Mosinie, tak jak w wielu miastach Wielkiego Księstwa Poznańskiego, od marca urzęduje już Komitet Narodowy w składzie: nauczyciel Wojciech Rost, krawiec Antoni Adamski, piwowar Stanisław Stefanowicz, garncarze Jan Kordylewski i Antoni Ruszkiewicz. 3 maja, dochodzi w mieście do wystąpień, w trakcie których na wezwanie przybywa Jakub Krauthofer-Krotowski wraz ze swoim powstańczym oddziałem. Tutaj, w obecności zgromadzonych mieszkańców, proklamuje on Rzeczpospolitą Mosińską, a Mosinę ogłasza tymczasową stolicą polskiego państwa. Nowym burmistrzem miasta zostaje Wojciech Rost, któremu nominację wręcza osobiście „pan naczelnik” Krotowski.
Na tym dokumencie, widnieje pieczęć z wizerunkiem orła jagiellońskiego i napisem „Polska powstająca".

## Medal Rzeczypospolitej Mosińskiej
Od 1999 r. Rada Miejska Mosiny przyznaje Medale Rzeczypospolitej Mosińskiej. Uhonorowani nim zostali m.in. Jakub Krotowski-Krauthofer, Edward Bernard Raczyński, Antoni Dziatkowiak, Lucyna Smok i Stanisław Wincenty Kasznica. 